# Val Sedornia - Val Zurio - Pizzo della Presolana
Val Sedornia - Val Zurio - Pizzo della Presolana este o arie protejată (arie specială de conservare — SAC, sit de importanță comunitară — SCI) din Italia întinsă pe o suprafață de 12.962 ha, integral pe uscat.

## Localizare
Centrul sitului Val Sedornia - Val Zurio - Pizzo della Presolana este situat la coordonatele 45°56′57″N 10°00′46″E / 45.949167°N 10.012778°E.

## Înființare
Situl Val Sedornia - Val Zurio - Pizzo della Presolana a fost declarat sit de importanță comunitară în iunie 1995 pentru a proteja 3 specii de plante și 95 de specii de animale. Situl a fost protejat și ca arie specială de conservare în aprilie 2014.

## Biodiversitate
Situată în ecoregiunea alpină, aria protejată conține 21 de habitate naturale: Fânețe montane, Păduri de fag Asperulo-Fagetum, Pajiști uscate seminaturale și facies de acoperire cu tufișuri pe substraturi calcaroase (Festuco-Brometalia) (* situri importante pentru orhidee), Grohotișuri calcaroase și de șisturi calcaroase de la nivelul montan până la nivelul alpin (Thlaspietea rotundifolii), Pante stâncoase calcaroase cu vegetație casmofită, Lespezi calcaroase, Pajiști boreale și alpine pe substrat silicios, Râuri de munte și vegetația lor lemnoasă cu Myricaria germanica, Păduri aluvionare cu Alnus glutinosa și Fraxinus excelsior (Alno-Padion, Alnion incanae, Salicion albae), Păduri pe pante, grohotișuri și ravene de Tilio-Acerion, Păduri acidofile de Picea de la nivel montan la nivel alpin (Vaccinio-Piceetea), Formațiuni ierboase bogate în specii de Nardus, dezvoltate pe substraturi silicioase în zone montane (și în zone submontane, în Europa continentală), Păduri ilirice de Fagus sylvatica (Aremonio-Fagion), Pante stâncoase silicioase cu vegetație casmofită, Pajiști alpine și boreale, Grohotișuri silicioase de la nivelul montan până la nivelul zăpezii (Androsacetalia alpinae și Galeopsietalia ladani), Liziere de ierburi înalte hidrofile de câmpie și de nivel montan până la alpin, Pajiști alpine și subalpine calcaroase, Păduri de fag Luzulo-Fagetum, Tufărișuri cu Pinus mugo și Rhododendron hirsutum (Mugo-Rhododendretum hirsuti), Păduri alpine de Larix decidua și/sau Pinus cembra.
La baza desemnării sitului se află mai multe specii protejate:
- plante (3): Asplenium adulterinum, Gladiolus palustris, Linaria tonzigii
- păsări (87): inărița (Acanthis flammea), uliu porumbar (Accipiter gentilis), uliu păsărar (Accipiter nisus), pițigoi codat (Aegithalos caudatus), minunița (Aegolius funereus), ciocârlie-de-câmp (Alauda arvensis), potârnichea de stâncă (Alectoris graeca saxatilis), fâsă de pădure (Anthus spinoletta), fâsă de pădure (Anthus trivialis), acvilă de munte (Aquila chrysaetos), ciuf-de-pădure (Asio otus), cocoșul de mesteacăn (Bonasa bonasia), buha (Bubo bubo), șorecarul comun (Buteo buteo), sticlete (Carduelis carduelis), Carduelis citrinella, Certhia brachydactyla, cojoaica de pădure (Certhia familiaris), florinte (Chloris chloris), mierla de apă (Cinclus cinclus), erete vânăt (Circus cyaneus), botgros (Coccothraustes coccothraustes), corb (Corvus corax), cioară neagră (Corvus corone), cuc (Cuculus canorus), gușă vânătă (Cyanecula svecica), pițigoi albastru (Cyanistes caeruleus), ciocănitoare pestriță mare (Dendrocopos major), ciocănitoare neagră (Dryocopus martius), presură de munte (Emberiza cia), presură galbenă (Emberiza citrinella), presură de grădină (Emberiza hortulana), măcăleandru (Erithacus rubecula), vânturel roșu (Falco tinnunculus), muscar negru (Ficedula hypoleuca), cinteză (Fringilla coelebs), Fringilla montifringilla, gaiță (Garrulus glandarius), ciuvică (Glaucidium passerinum), Lagopus muta helvetica, sfrâncioc roșiatic (Lanius collurio), câneparul (Linaria cannabina), pițigoi moțat (Lophophanes cristatus), forfecuță gălbuie (Loxia curvirostra), Lyrurus tetrix tetrix, mierlă de piatră (Monticola saxatilis), cinghiță alpină (Montifringilla nivalis), codobatură galbenă (Motacilla alba), codobatură de munte (Motacilla cinerea), alunar (Nucifraga caryocatactes), pietrar sur (Oenanthe oenanthe), pițigoi mare (Parus major), pițigoi de brădet (Periparus ater), viespar (Pernis apivorus), codroș de munte (Phoenicurus ochruros), codroșul de pădure (Phoenicurus phoenicurus), pitulice de munte (Phylloscopus bonelli), pitulice de munte (Phylloscopus collybita), pitulice sfârâitoare (Phylloscopus sibilatrix), pitulice-fluierătoare (Phylloscopus trochilus), ciocănitoarea verde (Picus viridis), pițigoi de munte (Poecile montanus), Prunella collaris, brumăriță de pădure (Prunella modularis), Ptyonoprogne rupestris, stăncuță alpină (Pyrrhocorax graculus), mugurarul (Pyrrhula pyrrhula), aușel sprâncenat (Regulus ignicapilla), aușel cu cap galben (Regulus regulus), mărăcinar (Saxicola rubetra), sitar de pădure (Scolopax rusticola), țiclete (Sitta europaea), scatiu (Spinus spinus), huhurez mic (Strix aluco), silvie cu cap negru (Sylvia atricapilla), silvie de zăvoi (Sylvia borin), silvie-mică (Sylvia curruca), Tachymarptis melba,  cocoș de munte (Tetrao urogallus), fluturașul de stâncă (Tichodroma muraria), pănțărușul (Troglodytes troglodytes), sturzul viilor (Turdus iliacus), mierlă (Turdus merula), sturz-cântător (Turdus philomelos), sturz (Turdus pilaris), mierlă gulerată (Turdus torquatus), sturzul de vâsc (Turdus viscivorus)
- amfibieni (1): Triturus carnifex
- mamifere (2): lupul (Canis lupus), urs brun (Ursus arctos)
- nevertebrate (2): Austropotamobius pallipes, rădașcă (Lucanus cervus)
- pești (3): Barbus plebejus, zglăvoacă (Cottus gobio), Telestes muticellus

Pe lângă speciile protejate, pe teritoriul sitului au mai fost identificate 51 de specii de plante, 4 specii de amfibieni, 26 de specii de mamifere, 70 de specii de nevertebrate, 7 specii de reptile.